# Nikon D200
Nikon D200 är en semi-professionell digital spegelreflexkamera som tillverkades av Nikon 2005-2007. Den låg i prestanda och pris mellan DSLR-kameror som Nikon D50 och D70s, och professionella kameror som Nikon D2Hs och D2Xs. Den användes ofta av fotografer som backup till professionella kameror eftersom den hade en liknande byggnad och placering av knappar och reglage. När den introducerades skulle den ersätta Nikon D100.
De viktigaste fördelarna jämfört med Nikon D50- och D80-modellerna var:
- Robustare och vädertätat magnesiumchassi
- Bättre ljusmatrismätning än D50 eller D80 (bättre upplösning och mindre benägen till överexponering)
- Högre bildupplösning (än D50), 10 megapixel istället för 6 megapixel
- 11-punkters autofokus-system istället för 5-punkters system (D50)
- Avancerad autofokus med målföljning
- Mer rättframma kontroller
- Fem bilder per sekund, kontinuerligt
- Större bildbuffer
- ISO 100 till ISO 3200 istället för D50 och D70s som har ISO 200 till ISO 1600
- Kan spara okomprimerade RAW bilder
- Kan användas med äldre objektiv (som ej har autofokus)
- EN-EL3e-batteri med precis statusrapportering
- Kan kopplas till GPS
- Kan användas med vertikalgrepp

Jämfört med Nikons proffskameror saknade D200 inbyggt vertikalgrepp, längre batteritid och några mindre viktiga egenskaper.
Huvudkonkurrent till D200 på marknaden var Canon EOS 30D som har liknande egenskaper. 
Kameran Fujifilm S5 Pro är baserad på Nikon D200 (samma kamerahus) men Fuji har bytt ut sensorn mot sin egen Fuji Super CCD-sensor som har högre dynamiskt omfång.